# 蚶貝比賣與蛤貝比賣
蚶貝比賣與蛤貝比賣為《古事記》的記述，《出雲國風土記》則寫成支（枳）佐加比賣命（きさかひめのみこと）及宇武賀比賣命（うむかひめのみこと），祂們二人乃日本神話裡的女神。

## 概要

### 古事記之記載
八十眾神與受到前者嫉妒的大己貴命走到伯伎國手間山山腳下時，對大己貴命說：「聽說這裡有紅色野豬，我們去山上趕牠下來，你在此等候。若你失手沒有抓住，我們必定殺了你。」八十眾神到了山上，用火燒一顆似豬的巨石並推落山谷，大己貴命伸手抓取時活活被燒死。悲傷的母親刺國若比賣（サシクニワカヒメ）前往高天原請求神產巢日神救助，後者遂派遣蚶貝比賣、蛤貝比賣二神做法使之復活。首先蚶貝姬刮削貝殼磨成粉，接著蛤貝姬將貝殼粉、蛤汁、母乳混合，塗敷在大己貴命的身軀上。大己貴命不但復活，而且變成英俊挺拔的青年。

### 出雲國風土記之記載
支佐加比賣命乃神魂命之女，祂為了臨盆生下佐太大神來到了加賀神埼，卻不小心遺失重要的弓箭。於是祂祈願讓弓箭回來，此時飄來角製弓箭。但祂說：「這不是我的弓箭」並丟棄之，更集中精神祈願，海浪沖上來金弓箭，祂取回並說：「這洞窟真是黑暗！」。所以祂拿起弓箭朝洞窟射去，映照了一片光明。

## 解說
在日本民間療法裡，將赤貝之殼磨成粉末配上狀如母乳之白色蛤汁，原本就是治療燒燙傷的偏方。此外將白色蛤汁譬喻成母乳，乃因後者具有孕育生命力的象徵，所以也有學者將神名中的「蛤（ウム）」與「母（おも）」聯想在一起，解釋成「從母乳裡重生」。承前述，另一方面也有學者認為「蚶（キサ）」與古日語中的「父（カソ）」發音接近，故與前述「蛤（ウム）」相互配對。此外，《和名類聚抄》也記載蛤即為海蛤（ウムキノカヒ），自古以來作為入藥的材料。

## 信仰
- 祭祀此二神祇之神社主要有：
  - 出雲大社之攝社天前社（或稱伊能知比賣神社，位於島根縣出雲市）
  - 岐佐神社（靜岡縣濱松市西區）
- 單獨祭祀蚶貝比賣的神社有：
  - 加賀神社（日语：加賀神社 (松江市)）（島根縣松江市島根町）
- 單獨祭拜蛤貝比賣之神社有：
  - 法吉神社（島根縣松江市法吉町）

## 內部連結
- 大國主神
- 神皇產靈尊
- 加賀之潛戶